# Belimel, Montana
Belimel (în bulgară Белимел) este un sat în comuna Ciprovți, regiunea Montana,  Bulgaria.

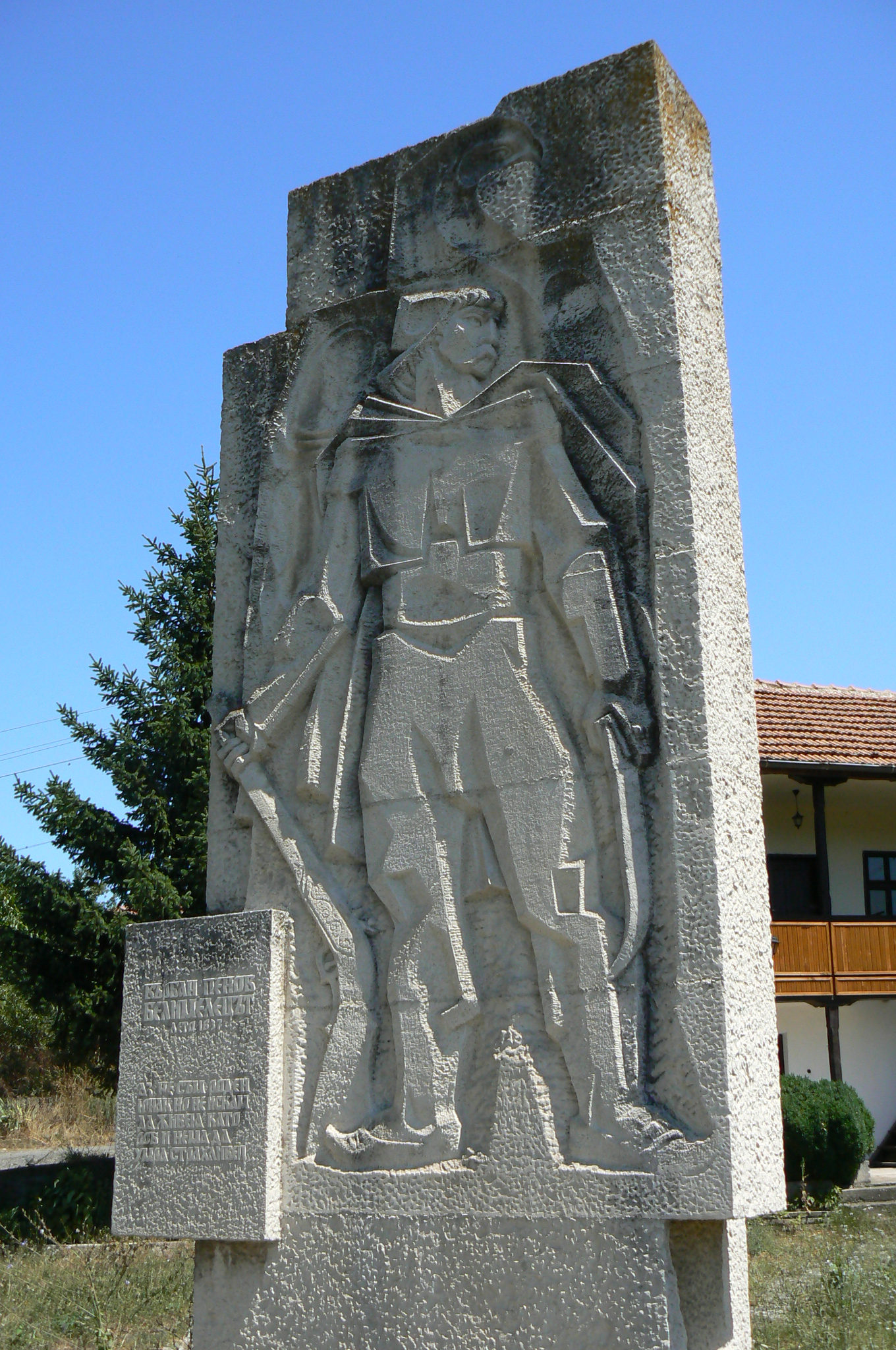

## Demografie
Componența etnică a satului Belimel
     Bulgari (96,83%)
     Nicio identificare (3,16%)
     Altele (0%)
La recensământul din 2011, populația satului Belimel era de 253 locuitori. Din punct de vedere etnic, majoritatea locuitorilor (96,83%) erau bulgari. Pentru 3,16% din locuitori nu este cunoscută apartenența etnică.